# Campeonato Mundial de Atletismo de 2009 - 200 m feminino
A prova dos 200 metros feminino do Campeonato Mundial de Atletismo de 2009 foi disputada entre 19 e 21 de agosto no Olympiastadion, em Berlim.

## Recordes
Antes desta competição, os recordes mundiais e do campeonato nesta prova eram os seguintes:
| Tipo                  | Atleta                   | Tempo | Local | Data                   | Ref |
| --------------------- | ------------------------ | ----- | ----- | ---------------------- | --- |
|                       | Florence Griffith-Joyner | 21,34 | Seul  | 29 de setembro de 1988 | ver |
| Recorde do campeonato | Silke Gladisch-Möller    | 21,74 | Roma  | 3 de setembro de 1987  | ver |

## Medalhistas
| Ouro                | Prata                         | Bronze                         |
| Allyson Felix (USA) | Veronica Campbell-Brown (JAM) | Debbie Ferguson-McKenzie (BAH) |

## Resultados

### Eliminatórias
Estes são os resultados das eliminatórias. As 45 atletas inscritas foram divididas em seis baterias, se classificando para as semifinais as três melhores de cada bateria (Q) mais os seis melhores tempos no geral (q).
| Bateria 1 | Bateria 1             | Bateria 1 | Bateria 1       |
| Pos.      | Atleta                | Tempo     | Notas           |
| --------- | --------------------- | --------- | --------------- |
| 1         | JAM Simone Facey      | 22.83 (Q) |                 |
| 2         | USA ChaRonda Williams | 23.08 (Q) |                 |
| 3         | FRA Johanna Danois    | 23.29 (Q) |                 |
| 4         | JPN Chisato Fukushima | 23.40     |                 |
| 5         | COL Darlenis Obregón  | 23.42     |                 |
| 6         | ROU Andreea Ograzeanu | 23.42     |                 |
| 7         | SWZ Nomvula Dlamini   | 25.70     | Recorde pessoal |
|           | SYR Munira Saleh      | DNF       |                 |

| Bateria 2 | Bateria 2              | Bateria 2 | Bateria 2            |
| Pos.      | Atleta                 | Tempo     | Notas                |
| --------- | ---------------------- | --------- | -------------------- |
| 1         | USA Muna Lee           | 22.76 (Q) | Recorde da temporada |
| 2         | TRI Kelly-Ann Baptiste | 23.00 (Q) |                      |
| 3         | RUS Yulia Gushchina    | 23.07 (Q) |                      |
| 4         | SKN Virgil Hodge       | 23.34 (q) |                      |
| 5         | PUR Carol Rodríguez    | 23.54     |                      |
| 6         | SLO Sabina Veit        | 23.77     |                      |
| 7         | SUR Sunayna Wahi       | 24.74     | Recorde pessoal      |
| 8         | LIB Saria Traboulsi    | 26.90     |                      |

| Bateria 3 | Bateria 3            | Bateria 3 | Bateria 3            |
| Pos.      | Atleta               | Tempo     | Notas                |
| --------- | -------------------- | --------- | -------------------- |
| 1         | USA Allyson Felix    | 22.88 (Q) |                      |
| 2         | NZL Monique Williams | 22.96 (Q) | Recorde nacional     |
| 3         | SKN Tameka Williams  | 23.27 (Q) | Recorde da temporada |
| 4         | RUS Olga Zaytseva    | 23.28 (q) |                      |
| 5         | BRN Rakia Al-Gassra  | 23.34 (q) | Recorde da temporada |
| 6         | CAN Adrienne Power   | 23.38     |                      |
| 7         | JPN Momoko Takahashi | 23.61     |                      |
| 8         | LES Selloane Tsoaeli | 28.34     |                      |

| Bateria 4 | Bateria 4                    | Bateria 4 | Bateria 4            |
| Pos.      | Atleta                       | Tempo     | Notas                |
| --------- | ---------------------------- | --------- | -------------------- |
| 1         | USA Marshevet Hooker         | 22.51 (Q) | Recorde da temporada |
| 2         | BAH Debbie Ferguson-McKenzie | 22.71 (Q) |                      |
| 3         | CYP Eleni Artymata           | 22.83 (Q) | Recorde nacional     |
| 4         | RUS Yelena Bolsun            | 23.06 (q) |                      |
| 5         | BLR Alena Kievich            | 23.59     |                      |
| 6         | BUL Ivet Lalova              | 23.60     | Recorde da temporada |
| 7         | SKN Meritzer Williams        | 23.72     |                      |

| Bateria 5 | Bateria 5                  | Bateria 5 | Bateria 5            |
| Pos.      | Atleta                     | Tempo     | Notas                |
| --------- | -------------------------- | --------- | -------------------- |
| 1         | CAY Cydonie Mothersille    | 22.69 (Q) |                      |
| 2         | JAM Anneisha McLaughlin    | 22.91 (Q) | Recorde pessoal      |
| 3         | ISV LaVerne Jones-Ferrette | 22.97 (Q) |                      |
| 4         | GHA Vida Anim              | 23.33 (q) |                      |
| 5         | RSA Isabel Le Roux         | 23.61     |                      |
| 6         | FIJ Makelesi Batimala      | 24.13     | Recorde da temporada |
| 7         | NGR Oludamola Osayomi      | 24.24     |                      |

| Bateria 6 | Bateria 6                   | Bateria 6 | Bateria 6            |
| Pos.      | Atleta                      | Tempo     | Notas                |
| --------- | --------------------------- | --------- | -------------------- |
| 1         | JAM Veronica Campbell-Brown | 23.01 (Q) |                      |
| 2         | GBR Emily Freeman           | 23.10 (Q) |                      |
| 3         | BEL Olivia Borlee           | 23.25 (Q) |                      |
| 4         | BAH Sheniqua Ferguson       | 23.35 (q) | Recorde da temporada |
| 5         | UZB Guzel Khubbieva         | 23.61     | Recorde da temporada |
| 6         | BAR Jade Bailey             | 23.84     |                      |
|           | UKR Elizaveta Bryzhina      | DNS       |                      |

### Semifinais
Estes são os resultados das semifinais. As 24 atletas classificadas foram divididas em três baterias, se classificando para a final as duas melhores de cada bateria (Q) mais os dois melhores tempos no geral (q).
| Semifinal 1 | Semifinal 1                  | Semifinal 1 | Semifinal 1          |
| Pos.        | Atleta                       | Tempo       | Notas                |
| ----------- | ---------------------------- | ----------- | -------------------- |
| 1           | BAH Debbie Ferguson-McKenzie | 22.24 (Q)   |                      |
| 2           | JAM Veronica Campbell-Brown  | 20.29 (Q)   | Recorde da temporada |
| 3           | GBR Emily Freeman            | 22.64 (q)   | Recorde pessoal      |
| 4           | CYP Eleni Artymata           | 22.64 (q)   | Recorde nacional     |
| 5           | FRA Johanna Danois           | 23.03       | Recorde pessoal      |
| 6           | BRN Rakia Al-Gassra          | 23.26       | Recorde da temporada |
| 7           | RUS Yelena Bolsun            | 23.27       |                      |
|             | USA Marshevet Hooker         | DNF         |                      |

| Semifinal 2 | Semifinal 2                | Semifinal 2 | Semifinal 2     |
| Pos.        | Atleta                     | Tempo       | Notas           |
| ----------- | -------------------------- | ----------- | --------------- |
| 1           | USA Allyson Felix          | 22.44 (Q)   |                 |
| 2           | JAM Anneisha McLaughlin    | 22.55 (Q)   | Recorde pessoal |
| 3           | ISV LaVerne Jones-Ferrette | 22.74       |                 |
| 4           | CAY Cydonie Mothersille    | 22.80       |                 |
| 5           | USA ChaRonda Williams      | 22.81       |                 |
| 6           | RUS Olga Zaytseva          | 23.19       |                 |
| 7           | BAH Sheniqua Ferguson      | 23.40       |                 |
| 8           | SKN Tameka Williams        | 23.47       |                 |

| Semifinal 3 | Semifinal 3            | Semifinal 3 | Semifinal 3          |
| Pos.        | Atleta                 | Tempo       | Notas                |
| ----------- | ---------------------- | ----------- | -------------------- |
| 1           | USA Muna Lee           | 22.30 (Q)   | Recorde da temporada |
| 2           | JAM Simone Facey       | 22.58 (Q)   | Recorde da temporada |
| 3           | NZL Monique Williams   | 22.90       | Recorde nacional     |
| 4           | TRI Kelly-Ann Baptiste | 22.96       |                      |
| 5           | SKN Virgil Hodge       | 23.19       | Recorde da temporada |
| 6           | RUS Yulia Gushchina    | 23.24       |                      |
| 7           | GHA Vida Anim          | 23.36       |                      |
| 8           | BEL Olivia Borlee      | 23.42       |                      |

### Final

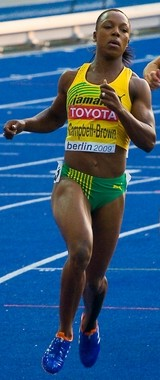
Veronica Campbell-Brown, vice-campeã da prova.

Estes são os resultados da final:
| Pos.              | Atleta                       | Tempo | Notas |
| ----------------- | ---------------------------- | ----- | ----- |
| Medalha de ouro   | USA Allyson Felix            | 22.02 |       |
| Medalha de prata  | JAM Veronica Campbell-Brown  | 22.35 |       |
| Medalha de bronze | BAH Debbie Ferguson-McKenzie | 22.41 |       |
| 4                 | USA Muna Lee                 | 22.48 |       |
| 5                 | JAM Anneisha McLaughlin      | 22.62 |       |
| 6                 | JAM Simone Facey             | 22.80 |       |
| 7                 | GBR Emily Freeman            | 22.98 |       |
| 8                 | CYP Eleni Artymata           | 23.05 |       |

Legenda
| Recorde mundial       | Recorde mundial (World record)               |                       | Recorde africano                      | Recorde africano (African) |                                           | Q | Classificado por posição (Qualified) |
| Recorde do campeonato | Recorde do campeonato (Championship record)  | Recorde da América    | Recorde da América (Americas)         | q                          | Classificado por melhor tempo (Qualified) |   |                                      |
| Melhor marca do ano   | Melhor marca do ano (World leading)          | Recorde asiático      | Recorde asiático (Asian)              | DNS                        | Não largou (Did not start)                |   |                                      |
| Recorde nacional      | Recorde nacional (National record)           | Recorde europeu       | Recorde europeu (European)            | DNF                        | Não terminou (Did not finish)             |   |                                      |
| Recorde pessoal       | Recorde pessoal do atleta (Personal best)    | Recorde da Oceania    | Recorde da Oceania (Oceania)          | DSQ / DQ                   | Desclassificado (Disqualified)            |   |                                      |
| Recorde da temporada  | Recorde da temporada do atleta (Season best) | Recorde sul-americano | Recorde sul-americano (South America) | NM                         | Sem marca (No mark)                       |   |                                      |